# بيلي ليهي
بيلي ليهي (بالإنجليزية: Billy Leahy)‏ هو لاعب كرة قدم أسترالية أسترالي، (و. 1911 – 1978 م).

## وصلات خارجية
- بيلي ليهي على موقع AustralianFootball.com (الإنجليزية)
- بيلي ليهي على موقع AFLtables.com (الإنجليزية)